# Montceaux-lès-Vaudes

Montceaux-lès-Vaudes este o comună în departamentul Aube din nord-estul Franței. În 1 ianuarie 2022 avea o populație de 246 de locuitori.